# Totally Accurate Battlegrounds
Totally Accurate Battlegrounds (TABG) — це багатокористувацька відеогра Battle Royale, розроблена шведською студією Landfall Games і спін-офф Totally Accurate Battle Simulator (TABS). Подібно до того, як TABS пародіює жанр симулятора битви у відеоіграх, TABG є пародією на жанр Battle Royale, головним чином на такі назви, як PlayerUnknown's Battlegrounds і Fortnite, і має перебільшену фізику гравця та зброї. Гра вийшла в Steam 5 червня 2018 року.

## Ігровий процес
Гра відбувається подібно до інших ігор у жанрі Battle Royale, у яких гравці повинні подолати безпечну територію, яка зменшується, збираючи обладнання, наприклад зброю, щоб боротися та знищувати супротивників, і прагнути залишитися останнім гравцем, що залишився. Однак гра відрізняється фізичним рушієм, який створює перебільшені рухи персонажів під час руху або використання зброї (зокрема, витягування кінцівок і надмірне відкидання під час використання зброї), а також здатність використовувати зброю подвійного озброєння та платформи з текучою лавою.

## Звільнення
Totally Accurate Battlegrounds спочатку планувалося випустити 1 квітня 2018 року як першоквітневий жарт, слугуючи спін-оффом попередньої гри Totally Accurate Battle Simulator. Однак її випуск було відкладено на 5 червня, щоб вирішити проблеми з сервером гри. Landfall заявив, що гра буде доступна безкоштовно протягом 100 годин після випуску в Steam, після чого вона коштуватиме 5 доларів. 1 квітня 2021 року гра стала безкоштовною.
У березні 2020 року Landfall оголосив, що повільно розпочне розробку TABG знову, але уточнив, що вони все ще працюють повний робочий день над Totally Accurate Battle Simulator. В анонсі вони показали кілька скріншотів нової карти, що розробляється. 6 квітня 2020 року Landfall випустив бета-версію з новою картою. У наступні місяці вони випустили кілька тимчасових бета-версій, які демонстрували вдосконалення карти, нову зброю, нові транспортні засоби та оптимізацію продуктивності. У квітні 2021 року гра стала безкоштовною. У лютому 2022 року Landfall Games оголосили, що вони припинили розробку подальших оновлень для гри, оскільки база гравців значно скоротилася.
26 червня 2023 року Landfall оголосив, що сервери TABG зазнали DDOS-атаки . Це призведе до закриття серверів на невизначений проміжок часу, поки розробники не виправлять уразливості своїх серверів.

## Рецепція
Котаку вважав, що Totally Accurate Battlegrounds — це і пародія, і данина цьому жанру, описуючи звичайний матч як такий, що починається з «божевільних поривів дивних гравців із хвилястими руками, які борються за зброю або просто б'ються один одному до смерті.», і що його «випадковий» бій «спроможний зробити кожну нову зустріч несподіваною та високою ставкою». Rock Paper Shotgun зазначив, що незважаючи на те, що «химерна фізика» є «втомленим жартом», гра все ж надала кілька унікальних особливостей порівняно з іншими іграми цього жанру, включаючи подвійне володіння зброєю, стіну, що швидко будується, щоб служити бар'єром для безпечна зона, а не наступаючий «шторм», а також не залежність від мікротранзакцій для отримання косметичних скінів гравців. Однак було зазначено, що підбір ігор був повільним через меншу кількість гравців у порівнянні з Fortnite і PlayerUnknown's Battlegrounds. Станом на серпень 2018 року гра була 18-ю за популярністю в Steam, у неї було понад 27 000 гравців.